# Мир Кентавров
Мир Кентавров (англ. Centaurworld) — американский телевизионный мультсериал, созданный совместно студиями Sketchshark Productions и Netflix Animation. Премьера состоялась 30 июля 2021 года. 

## Сюжет
В самом начале действие происходит в мире, охваченном войной. Орда минотавров нападает на человеческие поселения и сжигает их. Безымянная наездница с её верной боевой кобылой спасается бегством от орды, овладев неизвестным магическим артефактом, которым хотят овладеть и монстры. Однако во время бегства кобыла переносится в волшебный и яркий мир кентавров и ищет способ вернуться обратно в надежде найти хозяйку.

## Персонажи
- Лошадка (англ. Horse) Кимико Гленн[5] — главная героиня и боевая лошадь. Ищет способ попасть в родное измерение. К концу первого сезона её физиология поменялась, подстраиваясь под законы физики мира Кентавров, в рамках этих изменений, Лошадка приобрела способность к магии и в том числе и говорящий хвост. Хотя в конце она снова встречается с наездницей, решает остаться в мире Кентавров, чтобы подготовить их к наступающей угрозе со стороны Короля Небытия.
- Ваммавинк (англ. Wammawink) Меган Хилти[5] — розовый ламатавр. Она, будучи предводительницей усердно заботится о родном «стаде» и их безопасности, так как сама в детстве потеряла на войне родную семью. Училась на Шамана и поэтому может заниматься продвинутой магией. Она в том числе колдует еду для остального стада. Решает помочь лошадке найти путь к её родному измерению.
- Зилиус (англ. Zulius) Парвеш Чина[5] — зебракентавр. Нарциссисчен и помешан на своей внешности. Иногда смеётся над остальными членами стада. Может использовать свою гриву, как третью руку.
- Чед (англ. Ched) Кристофер Диамантопулос[5] — зябликокентавр. Он настырный, задира и особенно придирается к лошадке, недолюбливая её.
- Глендейл (англ. Glendale) Меган Николь Донг[5] — геренукокентавр. Она самая нервозная в стаде и имеется садистские наклонности. Она также клептоманка и с помощью магии может собирать предметы разных размеров внутри карманного измерения через живот.
- Дёрплтон (англ. Durpleton) Джош Рэднор[5] — жирафокентавр. Самый жизнерадостный член стада и глуповатый.
- Наездница (англ. Rider) Джесси Мюллер[5] — безымянная наездница Лошадки, она профессиональный воин. В самом конце первого сезона снова встречается с Лошадкой, но снова с ней расстаётся.
- Водяница (англ. Waterbaby) Рене Элиз Голдсберри[5] — бегемототавр, шаманка и бывшая учительница Ваммавинк.
- Дурплозуб (англ. Durpletoot) Тони Хейл[5]
- Джонни Титайм (англ. Johnny Teatime) Адевале Акиннуойе-Агбадже[5]

## Список серий
| № | Название                                    | Режиссёр                | Автор сценария                                  | Раскадровщик                                                 | Дата премьеры |
| --- | ------------------------------------------- | ----------------------- | ----------------------------------------------- | ------------------------------------------------------------ | ------------- |
| 1 | «Вдоль по радуге»                           | Меган Николь Донг       | Меган Николь Донг, Джен Бардекофф и Джесси Вонг | Меган Николь Донг, Дэвид Ау, Джесси Вонг и Доминик Бисиньяно | июль 30, 2021 |
| Безымянная кобыла, спасаясь со своей наездницей от орды минотавров случайно попадает в другой мир, населённый кентаврами. Героиня намерена найти способ попасть домой. |                                             |                         |                                                 |                                                              |               |
| 2 | «Мы хрупки, как стекло»                     | Джен Беннетт            | Минти Льюис                                     | Луи Зонг, Маха Табикх и Дэвид Ву                             | июль 30, 2021 |
| Лошадка находит новых союзников, готовых помочь ей вернуться домой. Однако она ведёт себя эгоистично и это чуть не стоит жизни её спутников. |                                             |                         |                                                 |                                                              |               |
| 3 | «Ключ»                                      | Джереми Полгар          | Джен Бардекофф                                  | Мадлен Флорес и Саманта Суйи Ли                              | июль 30, 2021 |
| Лошадка и её спутники встречает шаманку Водяницу, которая объясняет, что для того, чтобы попасть домой, она должна собрать все части особого ключа, чтобы открыть портал в родной мир. Все ключи охраняют другие шаманы. |                                             |                         |                                                 |                                                              |               |
| 4 | «В чём твоя нужда»                          | Кристина "Кики" Манрике | Тодд Кейси                                      | Александра Чиу и Крис Пианка                                 | июль 30, 2021 |
| В поисках части ключа, главные герои ищут древесных шаманов и забредают в лес, однако для того, чтобы получить ключ, им надо пройти испытания. |                                             |                         |                                                 |                                                              |               |
| 5 | «Пора бежать»                               | Кэти Шанахан            | Райан Харер                                     | Чарли Брайант, Куинн Ларсен и Дэвид Ву                       | июль 30, 2021 |
| Спасаясь от бури, герои забредают в пещеру, где однако сталкиваются с коварным медветавром, норовящим сделать из лошадки коллекционную фигурку. |                                             |                         |                                                 |                                                              |               |
| 6 | «Норы: часть 2»                             | Джен Беннетт            | Амалия Левари и Минти Льюис                     | Маха Табикх, Дэвид Ву и Луи Зонг                             | июль 30, 2021 |
| Герои падают в нору, где их решают заключить в тюрьме крототавры. Они должны убедить кротов отпустить их. Лошадка начинает замечать, как меняется её физиология, адаптируясь к законам физики мира кентавров. |                                             |                         |                                                 |                                                              |               |
| 7 | «Конкурс Джонни Чаёвника: заполучить ленту» | Джереми Полгар          | Джен Бардекофф                                  | Мадлен Флорес и Саманта Суйи Ли                              | июль 30, 2021 |
| В поисках следующего фрагмента ключа, герои отправляются в долину Кототавров. Чтобы получить ключ, Лошадка должна победить в местном соревновании. Физиология Лошадки настолько поменялась, что она боится, что наездница её больше не узнает. |                                             |                         |                                                 |                                                              |               |
| 8 | «Прокатись на киттавре-шамане!»             | Кристина "Кики" Манрике | Тодд Кейси                                      | Александра Чиу и Крис Пианка                                 | июль 30, 2021 |
| В поисках последнего фрагмента ключа, Лошадка отправляется в последней шаманке — Китотавру, однако решает быть поглощённой ей, чтобы заглушись боль из-за превращения. Друзья пытаются вызволить её из чрева китотавра. |                                             |                         |                                                 |                                                              |               |
| 9 | «Граница: часть 1»                          | Кэти Шанахан            | Амалия Левари                                   | Чарли Брайант и Куинн Ларсен                                 | июль 30, 2021 |
| Лошадке удаётся собрать все необходимые ключи и герои отправляются к порталу. Однако стадо из нежелания расставаться с Лошадкой отвлекают её прощальными песнями. Пройдя портал, Лошадка встречает наездницу, которая как оказалось, к этому моменту сама прошла портал с другого мира. Счастливое объединение нарушает злое создание |                                             |                         |                                                 |                                                              |               |
| 10 | «Граница: часть 2»                          | Джен Беннетт            | Аминдер Дхаливал                                | Маха Табик, Луи Зонг, Кристин Лю и Дэвид Ву                  | июль 30, 2021 |
| Как оказалось, после открытия портала, оба мира оказались под угрозой, так как в измерении между мирами был заперт Король Небытия, угрожающий мирам Людей и Кентавров. Он захватывает Лошадку и Наездницу. Стадо вместе с Водяницей отправляются в портал, чтобы сразить Короля Небытия и кажется убивают его. Тем не менее это приводит к тому, что порталы между мирами оказываются навсегда открытыми, а Король Небытия, как оказалось выжил и отныне на свободе. Лошадка решает остаться в мире Кентавров и подготовить их к грядущей войне. Наездница же должна сделать то же самое в мире людей. |                                             |                         |                                                 |                                                              |               |

## Разработка и выпуск
Сериал был впервые анонсирован в сентябре 2019 года. Его выход состоялся 30 июля 2021 года на стриминговом сервисе Netflix. Трейлер сериала был продемонстрирован на международном фестивале анимационных фильмов в Анси.

## Критика
Ребекка Альтер с сайта Vulture назвала «Мир Кентавров» интригующей историей, радикальных отходом от привычных сюжетных троп и странной помесью совершенно разных жанров: «с запахом сахарной ваты, блинов и пылающих деревень». Сюрреалистичный и ярким мир Кентавров похож на мир сериала «Время приключений», где также каждый кадр наполнен визуальной и комической энергией. Петрана Радулович с сайта Polygon назвала «Мир Кентавров» амбициозной попыткой объединить безумные выходки кентавров с серьёзной фантастической историей. Тем не менее история страдает от дисбаланса, она преподносит себя слишком несерьёзно в начале и середине, чтобы её можно было воспринимать серьёзно в конце. Тем не менее история предоставила интересных персонажей, приятный стиль анимации и увлекательное музыкальное сопровождение. Это всё вместе достаточно для того, чтобы заинтриговать зрителя и заставить его ждать выхода следующих сезонов.

## Внешние ссылки
- «Мир Кентавров» (англ.) на сайте Internet Movie Database